# Soprintendenze
Les Soprintendenze (singulier : Soprintendenza) sont des organes périphériques du Ministère des Biens et Activités culturels et du Tourisme régis par le Decreto Legislativo 22 janvier 2004, n. 42, in materia di Codice dei beni culturali e del paesaggio avec des devoirs dans le secteur territorial en matière de biens culturels, paysages, musées et archives.

## Prémices
Les Soprintendenze dépendent des directions régionales pour les biens culturels et les paysages (Direzioni regionali per i beni culturali e il paesaggio - DRBCP), présentes dans 17 régions italiennes. Il existe quatre types de Soprintendenze :
- les Soprintendenze pour les biens archéologiques ;
- les Soprintendenze pour les biens architecturaux et paysagers ;
- les Soprintendenze pour les biens historiques, artistiques et ethno-anthropologiques ;
- les Soprintendenze pour les archives publiques.

Néanmoins la typologie et l'objet de ces organismes peut varier fortement car elles s'occupent de la tutelle des Biens culturels (Beni culturali) d'un territoire spécifique, souvent mais non exclusivement sur une base régionale.
Les soprintendenze sont dirigées par un soprintendente qui a la responsabilité des actions de tutelle, assisté par un bureau qui a diverses compétences selon l'importante de l'objet sous tutelle.

## Structure
Organisation des instituts périphériques du Ministère pour le territoire national, regroupés sur une base régionale.

### Piémont
La DRBCP du Piémont, siège à Turin comporte :
1. Soprintendenza pour les biens archéologiques du Piémont et du Musée antiquité égyptiennes - siège Turin ;
2. Soprintendenza pour les biens architecturaux et paysagers du Piémont - siège Turin ;
3. Soprintendenza pour les biens historiques, artistiques et ethno-anthropologiques du Piémont - siège Turin ;
4. Soprintendenza des Archives du Piémont - siège Turin ;
5. Archives d'État de Turin ;
6. Bibliothèque Nationale de Turin.

### Ligurie
La DRBCP de la Ligurie, siège à Gênes comporte :
1. Soprintendenza pour les biens archéologiques de la Ligurie - siège à Gênes ;
2. Soprintendenza pour les biens architecturaux et paysagers de la Ligurie - siège à Gênes ;
3. Soprintendenza pour les biens historiques et ethno-anthropologiques de la Ligurie - siège à Gênes ;
4. Soprintendenza des Archives pour la Ligurie - siège à Gênes ;
5. Archives d'État de Gênes ;
6. Bibliothèque universitaire de Gênes.

### Lombardie
La DRBCP della Lombardie, siège à Milan comporte :
1. Soprintendenza pour les biens archéologiques de la Lombardie - siège à Milan ;
2. Soprintendenza pour les biens architecturaux et paysagers pour les provinces de Milan, Bergame, Côme, Lecco, Lodi, Monza et Brianza, Pavie, Sondrio et Varèse - siège à Milan ;
3. Soprintendenza pour les biens architecturaux et paysagers pour les provinces de Brescia, Crémone et Mantoue - siège à Brescia ;
4. Soprintendenza pour les biens historiques et ethno-anthropologiques pour les provinces de Milan, Bergame, Côme, Lecco, Lodi, Monza et Brianza, Pavie, Sondrio et Varèse - siège à Milan ;
5. Soprintendenza pour les biens historiques, artistiques et ethno-anthropologiques pour les provinces de Mantoue, Brescia et Crémone - siège à Mantoue ;
6. Soprintendenza des Archives pour la Lombardie - siège à Milan ;
7. Archives d'État de Milan et Archives d'État de Mantoue ;
8. Biblioteca Nazionale Braidense de Milan.

### Vénétie
La DRBCP de la Vénétie, siège Venise comporte:
1. Soprintendenza pour les biens archéologiques de la Vénétie - siège à Padoue ;
2. Soprintendenza pour les biens architecturaux et paysagers de la Vénétie et lagune - siège à Padoue ;
3. Soprintendenza pour les biens architecturaux et paysagers pour les provinces de Venise, Belluno, Padoue et Trévise - siège à Venise ;
4. Soprintendenza pour les biens architecturaux et paysagers pour les provinces de Vérone, Rovigo et Vicence - siège à Vérone ;
5. Soprintendenza pour les biens historiques, artistiques et ethno anthropologistes pour les provinces de Venise, (sauf la ville de Venise et des communes de la ‘’Gronda lagunare’’, Belluno, Padoue et Trévise - siège à Venise ;
6. Soprintendenza pour les biens historiques, artistiques et ethno-anthropologiques pour les provinces de Vérone, Rovigo et Vicence - siège à Vérone ;
7. Soprintendenza des Archives pour la Vénétie - siège à Venise ;
8. Archives d'État de Venise ;
9. Biblioteca Nazionale Marciana de Venise.

### Frioul-Vénétie Julienne
La DRBCP del Frioul-Vénétie Julienne, siège à Trieste comporte :# Soprintendenza pour les biens archéologiques du Frioul-Vénétie Julienne - siège à Trieste ;
1. Soprintendenza pour les biens architecturaux et paysastiques du Frioul-Vénétie Julienne - siège à Trieste ;
2. Soprintendenza pour les biens historiques, artistiques et ethno-anthropologiques pour les provinces du Frioul et Vénétie Julienne - siège a Trieste ;
3. Soprintendenza des Archives pour le Frioul-Vénétie Julienne - siège à Trieste ;
4. Bibliothèque d'État de Trieste.

### Émilie-Romagne
La DRBCP de l'Emilie Romagne, siège à Bologne comporte :# Soprintendenza pour les biens archéologiques de l’Émilie-Romagne - siège à Bologne ;
1. Soprintendenza pour les biens architecturaux, paysagistique, historiques, artistiques et ethno-anthropologiques pour les provinces de Bologne, Modène et Reggio Emilia - siège à Bologne ;
2. Soprintendenza pour les biens architecturaux, paysagistique, historiques, artistiques et ethno-anthropologiques pour les provinces de Parme et Plaisance - siège à Parme ;
3. Soprintendenza pour les biens architecturaux, paysagistique, historiques, artistiques et ethno-anthropologiques pour les provinces de Ravenne, Ferrare, Forlì-Cesena et Rimini - Siège à Ravenne ;
4. Soprintendenza pour les biens architecturaux, paysagistique, historiques, artistiques et ethno-anthropologiques pour les provinces de Bologne, Ferrare, Forlì-Cesena, Ravenne et Rimini - siège à Bologne ;
5. Soprintendenza pour les biens architecturaux, paysagistique, historiques, artistiques et ethno-anthropologiques pour les provinces de Modène et Reggio Emilia - siège à Modène ;
6. Soprintendenza pour les biens architecturaux, paysagistique, historiques, artistiques et ethno-anthropologiques pour les provinces de Parme et Plaisance - siège à Parme ;
7. Soprintendenza des Archives pour l'Émilie-Romagne - siège à Bologne ;
8. Archives d'État de Bologne, Archives d'État de Modène et Archives d'État de Parme ;
9. Bibliothèque Estense de Modène ;
10. Biblioteca Palatina de Parme.

### Toscane
La DRBCP de la Toscane, siège à Florence comporte :# Soprintendenza pour les biens archéologiques de la Toscane - siège à Florence ;
1. Soprintendenza pour les biens architecturaux, paysagistique, historiques, artistiques et ethno-anthropologiques pour les provinces de Florence, Pistoia et Prato (sauf Florence pour les compétences en matière de biens historiques, artistiques et ethno-anthropologiques) - siège à Florence ;
2. Soprintendenza spéciale pour le Pôle Muséal florentin - siège à Florence
3. Soprintendenza pour les biens architecturaux et paysagers de Sienne et Grosseto - siège à Sienne ;
4. Soprintendenza pour les biens architecturaux, paysagistique, historiques, artistiques et ethno-anthropologiques pour les provinces d'Arezzo - siège à Arezzo ;
5. Soprintendenza pour les biens architecturaux, paysagistique, historiques, artistiques et ethno-anthropologiques pour les provinces de Pise et Livourne - siège à Pise ;
6. Soprintendenza pour les biens architecturaux, paysagistique, historiques, artistiques et ethno-anthropologiques pour les provinces de Lucques et Massa Carrara - siège à Lucques ;
7. Soprintendenza pour les biens architecturaux, paysagistique, historiques, artistiques et ethno-anthropologiques pour les provinces de Sienne et Grosseto - siège à Senne ;
8. Soprintendenza des Archives pour la Toscane - siège à Florence ;

1. Archives d' État d' Arezzo, Archives d' État de Florence, Archives d' État de Livourne, Archives d' État de Lucques, Archives d' État de Prato, Archives d' État de Pistoia, Archives d' État de Pise et Archives d'État de Sienne ;
2. Bibliothèque Laurentienne de Florence ;
3. Biblioteca Marucelliana de Florence ;
4. Bibliothèque d' État de Lucques.

### Marches
La DRBCP delle Marche, siège à Ancône comporte :
1. Soprintendenza pour les biens archéologiques des Marches - siège à Ancône ;
2. Soprintendenza pour les biens architecturaux et paysagistique des Marches - siège à Ancône ;
3. Soprintendenza pour les biens historiques, artistiques et ethno-anthropologiques des Marches - siège à Urbin ;
4. Soprintendenza des Archives pour les Marches - siège à Ancône.

### Ombrie
La DRBCP de l'Ombrie, siège à Pérouse comporte :# Soprintendenza pour les biens archéologiques de l'Ombrie - siège à Pérouse ;
1. Soprintendenza pour les biens architecturaux et paysagers de l'Ombrie - siège à Pérouse ;
2. Soprintendenza pour les biens historiques, artistiques et ethno-anthropologiques de l'Ombrie - siège à Pérouse ;
3. Soprintendenza des Archives de l'Ombrie - siège à Pérouse ;
4. Archive d'État de Pérouse.

### Latium
La DRBCP du Latium, siège à Rome comprend :
1. ''Soprintendenza'' Speciale per i Beni Archeologici di Roma - siège à Rome
2. Soprintendenza pour les biens archéologiques du Latium - siège à Rome ;
3. Soprintendenza pour les biens archéologiques de l’Étrurie méridionale - siège à Rome ;
4. Soprintendenza pour les biens archéologiques Ostie Antique - siège Rome-Ostie Antique ;
5. Soprintendenza pour les biens architecturaux et paysagers pour les provinces de Rome, Rieti et Viterbe - siège à Rome ;
6. Soprintendenza pour les biens architectoniques et paysagers de la commune de Rome - siège à Rome ;
7. Soprintendenza pour les biens architectoniques et paysagers pour les provinces de Latina et Frosinone - siège à Latina ;
8. Soprintendenza pour les biens historiques, artistiques et ethno-anthropologiques du Latium (sauf la ville de Rome) - siège à Rome ;
9. Musée national des instruments de musique - siège à Rome ;
10. Soprintendenza des Archives du Latium - siège à Rome ;
11. Archivio di Stato di Roma ;
12. Biblioteca Universitaria Alessandrina de Rome ;
13. Biblioteca di Archeologia e Storia dell'Arte de Roma ;
14. Biblioteca di storia moderna e contemporanea de Rome ;
15. Biblioteca Casanatense de Rome ;
16. Bibliothèque Angelica de Rome ;
17. Biblioteca Vallicelliana de Rome.

### Abruzzes
La DRBCP des Abruzzes, siège à L'Aquila comprend :# Soprintendenza pour les biens archéologiques des Abruzzes - siège à Chieti ;
1. Soprintendenza pour les biens architectoniques et paysagers des Abruzzes - siège à L'Aquila ;
2. Soprintendenza pour les biens historiques, artistiques et ethno-anthropologiques des Abruzzes - siège à L'Aquila ;
3. Archives d'État de L'Aquila.

### Molise
La DRBCP du Molise, siège Campobasso comprend :# Soprintendenza pour les biens archéologiques du Molise - siège à Campobasso ;
1. Soprintendenza pour les biens architecturaux et paysagers du Molise - siège à Campobasso ;
2. Soprintendenza pour les biens historiques, artistiques et ethno-anthropologiques du Molise - siège à Campobasso ;
3. Soprintendenza des Archives pour le Molise - siège à Campobasso.

### Campanie
La DRBCP de la Campanie, siège à Naples comprend :# Soprintendenza pour les biens archéologiques de Salerne et Avellino - siège à Salerne ;
1. Soprintendenza pour les biens archéologiques de Caserte et Bénévent - siège à Caserte ;
2. Soprintendenza pour les biens architecturaux et paysagers de Naples et province - siège à Naples ;
3. Soprintendenza pour les biens historiques, artistiques et ethno-anthropologiques de la province de Salerne et Avellino - siège à Salerne ;
4. Soprintendenza pour les biens architecturaux et paysagers de la province de Salerne et Avellino - siège à Salerne ;
5. Soprintendenza pour les biens architecturaux et paysagers de la province de Caserte et Bénévent - siège à Caserte ;
6. Soprintendenza pour les biens historiques, artistiques et ethno-anthropologiques de la province de Naples (sauf les villes de Naples, Bénévent et Caserte) - siège à Naples ;
7. Soprintendenza des Archives de la Campanie - siège à Naples ;
8. Archivio di Stato di Napoli, Archive d'État de Caserte et Archivio di Stato di Salerno ;
9. Biblioteca nazionale Vittorio Emanuele III de Naples.

### Pouilles
La DRBCP des Pouilles, siège à Bari comprend :# Soprintendenza pour les biens archéologiques des Pouilles - siège à Tarente ;
1. Soprintendenza pour les biens architecturaux et paysagers des provinces de Bari et Foggia - siège à Bari ;
2. Soprintendenza pour les biens architecturaux et paysagers des provinces de Lecce, Brindisi et Tarente - siège à Lecce ;
3. Soprintendenza pour les biens historiques, artistiques et ethno-anthropologiques des Pouilles - siège à Bari ;
4. Soprintendenza des Archives des Pouilles - siège à Bari ;
5. Archives d'État de Bari ;
6. Bibliothèque Nationale Bari.

### Basilicate
La DRBCP de la Basilicate, siège à Potenza comprend :# Soprintendenza pour les biens archéologiques de Basilicate - siège à Potenza ;
1. Soprintendenza pour les biens architecturales et paysagers de Basilicate - siège à Potenza ;
2. Soprintendenza pour les biens historiques, artistiques et ethno-anthropologiques de Basilicate - siège à Matera ;
3. Soprintendenza des Archives pour la Basilicate - siège à Potenza.

### Calabre
La DRBCP de Calabre, siège à Catanzaro comprend :# Soprintendenza pour les biens archéologiques de Calabre - siège à Reggio Calabria
1. Soprintendenza pour les biens architectoniques et paysagers des provinces de Cosenza, Catanzaro et Crotone - siège à Cosenza ;
2. Soprintendenza pour les biens architectoniques et paysagistique des provinces de Reggio Calabre et Vibo Valentia - siège à Reggio Calabre ;
3. Soprintendenza pour les biens historiques et ethno-anthropologiques de Calabre - siège à Cosenza.

### Sardaigne
La DRBCP de Sardaigne, siège à Cagliari comprend :# Soprintendenza pour les biens archéologiques de Sardaigne - siège à Sassari ;
1. Soprintendenza pour les biens architecturaux et paysagers de Sardaigne - siège à Cagliari ;
2. Soprintendenza pour les biens historiques, artistiques et ethno-anthropologiques de Sardaigne - siège à Cagliari ;
3. Soprintendenza des Archives pour la Sardaigne - siège à Cagliari ;
4. Archives d'État de Cagliari.

## Régions autonomes
Le Soprintendenze des provinces autonomes du Trentin et du Haut Adige, des régions autonomes du Val d'Aoste et de la Sicile ne dépendent pas du Ministère mais directement des provinces et régions concernées qui en ont la tutelle.

### Sicile
En Sicile, région à statut spécial, les sovrintendenze des biens culturels dépendent directement de l' assessorato ai Beni culturali e all'identità siciliana de la Région sicilienne.
- Département régional Beni Culturali e dell'Identità siciliana - siège à Palerme
  - Centre régional du Catalogue (C.R.I.C.D.)
  - Centre régional de la Restauration (C.R.P.R)
  - Soprintendenza de la Mer
  - Soprintendenza pour les biens culturels et environnementaux de Palerme ;
  - Soprintendenza pour les biens culturels et environnementaux de Catane
  - Soprintendenza pour les biens culturels et environnementaux de Messine
  - Soprintendenza pour les biens culturels et environnementaux de Syracuse
  - Soprintendenza pour les biens culturels et environnementaux de Trapani
  - Soprintendenza pour les biens culturels et environnementaux d'Agrigente
  - Soprintendenza pour les biens culturels et environnementaux de Caltanisetta
  - Soprintendenza pour les biens culturels et environnementaux de Raguse
  - Soprintendenza pour les biens culturels et environnementaux de Enna

Le département assure aussi le suivi de : 26 Parcs archéologiques , 4 Bibliothèques régionales, 4 Musées archéologiques régionaux, 7 Musées interdisciplinaires, 2 Musées régionaux, 2 Galeries interdisciplinaires.

## Compétences
L'art. 18 du décret présidentiel DPR n. 233 du 26 novembre 2007 (Règlement de réorganisation du Ministère pour les biens et les activités culturelles, selon l'article 1, paragraphe 404, de la loi du 27 décembre 2006, n. 296) prévoit une liste spécifique de compétences pour les Soprintendenze au sein du Ministère des Biens et Activités culturels et du Tourisme.

## Sources
- (it) Cet article est partiellement ou en totalité issu de l’article de Wikipédia en italien intitulé « Soprintendenze » (voir la liste des auteurs).